# Winkler József (püspök)
Winkler József (Nagyszentmihály, 1905. október 19. – Szombathely, 1981. január 30.) római katolikus püspök, szombathelyi segédpüspök.

## Pályafutása
Teológiai tanulmányait Rómában végezte a Collegium Germanicum et Hungaricum növendékeként; itt szentelték pappá 1930. október 26-án. 1931-ben teológiai doktorátust szerzett.
1933-ban tért vissza Magyarországra; először Jákon volt káplán, majd plébános. 1934-től a pesti Szent Imre Kollégium, 1937-től a szombathelyi szeminárium prefektusa, utóbbinak teológiatanára, 1945-től tanára és spirituálisa. 1952-től Győrben tanított teológiát. 1956-tól a szombathelyi Szent Erzsébet plébánián szolgált káplánként.

### Püspöki pályafutása
1959-ben dadimai címzetes püspökké és szombathelyi segédpüspökké nevezték ki, de csak 1964. október 28-án szentelte püspökké Budapesten Hamvas Endre kalocsai érsek, Kovács Sándor szombathelyi püspök és Kovács Vince váci apostoli adminisztrátor segédletével.